# Anopheles kunmingensis
Anopheles kunmingensis är en tvåvingeart som beskrevs av Zhiming Dong 1985. Anopheles kunmingensis ingår i släktet Anopheles och familjen stickmyggor. Inga underarter finns listade i Catalogue of Life.